# Убавој нам Црној Гори
Убавој нам Црној Гори је била химна Књажевине Црне Горе и Краљевине Црне Горе. Текст је написао Јован Сундечић 1865. године, а музику Антон Шулц и Јово Иванишевић.

## Текст
Убавој нам Црној Гори с поноситим Брдима,

Отаџбини што не двори, коју нашим мишицама

Ми бранимо и држимо презирући невољу, —

Добри Боже, сви Т’ молимо: живи Књаза Николу!

Здрава, срећна, моћна, славна, — обћем врагу на ужас,

Врлим претцим’ у свем равна, свом народу на украс;

Добрим блага, злијем строга; крста, дома, слободе

Заштитника ревноснога, — храни нам Га, Господе!

Од коварства и напасти чувај Њег’ и Његов Дом;

Који сније Њем’ пропасти — нека буде пропаст том!

А коју му вјеру крши, — правда тог укротила,

Крјепки Боже, све растр’си што нам злоба ротила.

Куд Он с нама, свуд’ ми с Њиме крв смо љеват готови

за Њ’ за вјеру, наше име и за браћу у окови!

Томе ћемо свету дугу одзивати се сваки час, —

Боже, свеј нам буд’у у кругу, благосиљај Њег’ и нас!